# Juan Manso de Contreras
Juan Manso de Contreras (Luarca, ¿? - Parral, 1671) fue gobernador de Nuevo México entre 1656 y 1659.

## Primeros años
Juan Manso de Contreras nació en la villa de Luarca, concejo de Valdés, en Asturias (España). Residió en Sevilla (Andalucía, España). Juan Manso era el medio hermano menor de fray Tomás Manso. Fray Manso fue obispo de Nicaragua. Esto condujo a buenas relaciones con los franciscanos.

## Carrera
Hacia 1652, Juan y Tomás Manso viajaron a Nueva España en misión. Esta misión suministraba caravanas desde la Ciudad de México a Santa Fe (Nuevo México). En 1656 comenzó a trabajar con los carros de suministros de la misión.
Juan Manso fue nombrado gobernador de Santa Fe de Nuevo México en 1656. Emitió una legislación contra los indios pueblo, debido a su religión. Contreras creó muchos enemigos entre los colonos españoles de Nuevo México. Uno de ellos fue el Soldado Francisco de Anaya Almazán (que ocupó varios cargos importantes en las áreas militar y administrativa). Anaya fue encarcelado (aunque escapó con la ayuda de Pedro Lucero de Godoy y Francisco Gómez de Robledo). Se desconocen los motivos del encarcelamiento de Anaya.
Manso fue reemplazado por Bernardo López de Mendizábal en el gobierno de Nuevo México en 1656.
Posteriormente, Contreras se mudó a la Ciudad de México, donde vivió hasta 1661. En ese año, fue encargado, junto con el alguacil mayor, de ir a Nuevo México para arrestar a López, siguiendo una comisión de la Inquisición. Mendizábal fue arrestado en la primavera de 1663 y Contreras se mudó a Parral, en Nueva Vizcaya, donde se convirtió en administrador de la misión de Nuevo México. Suministraba carros mientras trabajaba en Parral. Continuó hasta su muerte en 1671.

## Vida personal
Contreras se casó con María de Medina. Tuvieron un hijo llamado Francisco Manso de Contreras. Francisco trabajó como contador de Caracas y se casó con María Ramírez Monge o de Bejarano.